# Khata (prenda)

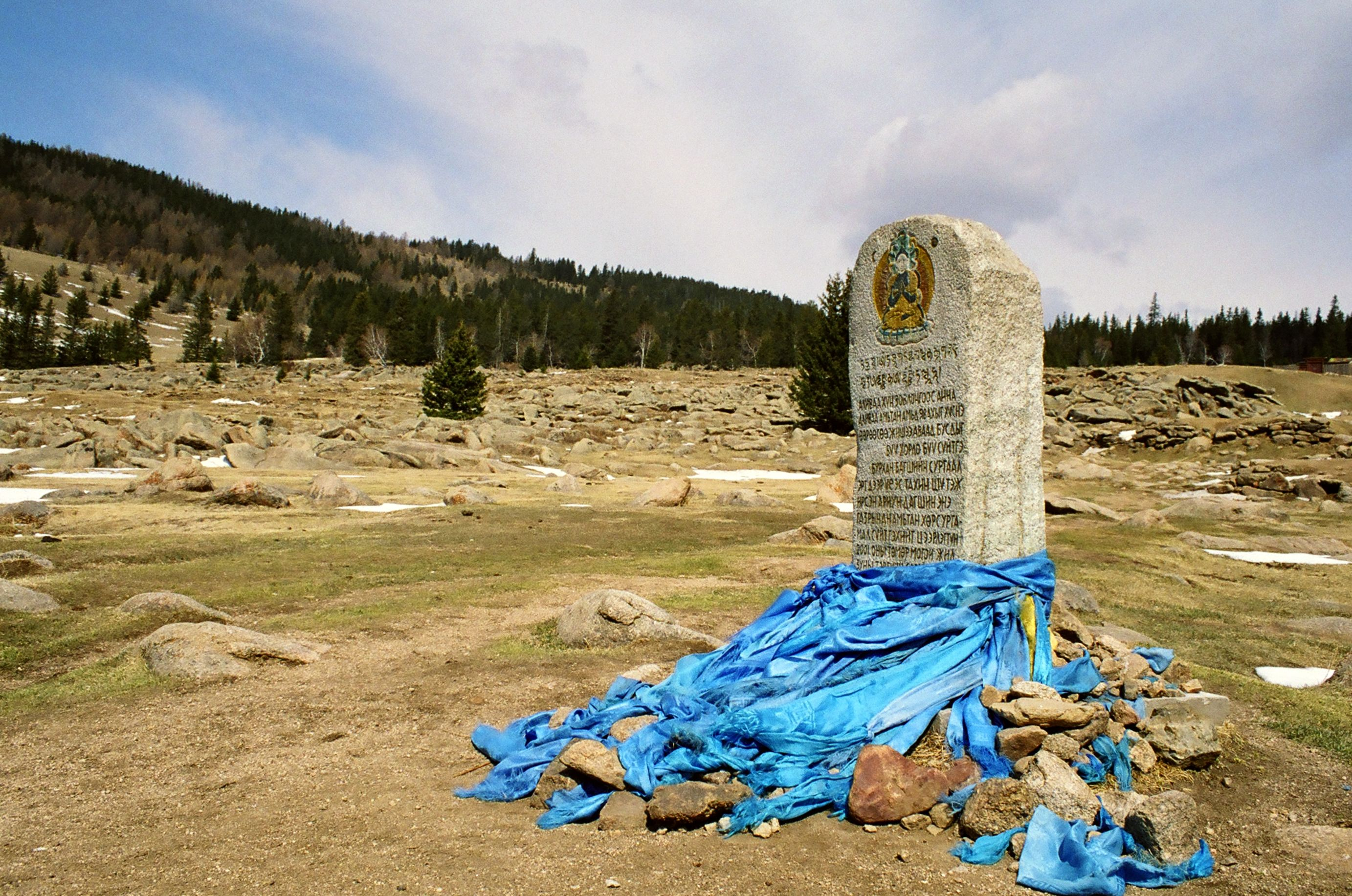
Khadags azules anudadas a una estela de roca en el Monasterio de Manjusri en Mongolia.

Una khata(g), hada, katak o khadag (en mongol: [xɑtk]) es una bufanda tradicional ceremonial común en la cultura tibetana donde fue adoptada por el budismo tántrico y junto con este se introdujo también en Mongolia, Nepal y Bután.
La bufanda simboliza la pureza y la compasión y por lo general estaba confeccionada de seda, aunque desde finales del siglo XX son más comunes de algodón y tejidos sintéticos. Las khatas tibetanas son generalmente de color blanco simbolizando la pureza del corazón del que la ofrenda, también son bastantes comunes las khatas de color oro. Las khatas mongolas son generalmente de color azul, que simboliza el cielo.
Las khatas pueden ser obsequiadas junto con incienso y otros artículos religiosos en bodas, funerales, nacimientos, graduaciones, llegadas y salidas de invitados y huéspedes. Al ofrecerla los tibetanos suelen darla junto con la expresión Tashi Delek («buena suerte»).
En Mongolia, las khatas a menudo están atadas a ovoos, estupas o árboles especiales y rocas.